# Болезни и вредители рододендронов открытого грунта

Рододендроны, как и любые другие растения, поражаются болезнями и вредителями. Восприимчивость к различным заболеваниям и вредителям в основном зависит от вида и сорта растения. Долголетняя практика показывает, что вечнозелёные рододендроны, растущие на открытых солнечных участках, в большей мере подвержены заболеваниям и нападению вредителей, чем те, которые растут в лёгкой полутени. Истощённые экземпляры, как правило, более восприимчивы к болезням и вредителям, чем хорошо развитые растения. Главное в защите рододендронов от вредителей и заболеваний — создание для них оптимальных условий роста и развития. Существенное значение имеют соблюдение правил агротехники и соответствующий требованиям растения выбор места посадки. При правильной агротехнике выращивания рододендронов в культуре растения повреждаются незначительно.

## Болезни
Грибковые заболевания на сеянцах рододендронов появляются вследствие плохой аэрации почвы, которая возникает при чрезмерных поливах. Часто это является одной из причин массовой гибели сеянцев. Растения, зараженные грибами, следует регулярно опрыскивать раствором бордоской жидкости. Больные и ослабленные растения, а также пни необходимо сжигать, чтобы ликвидировать очаги распространения грибковых заболеваний.

### Трахеомикозное увядание рододендрона
Возбудитель: гриб Fusarium oxysporum, факультативный паразит. Симптоматика: корни буреют и загнивают, гриб проникает в сосудистую систему растения и заполняет её, перекрывая движение питательных веществ. Листья, начиная с верхних частей побегов постепенно теряют тургор, буреют и засыхают. Листья опадают вместе с черешками, а из сосудов стебля по коре начинает распространяться серовато-белая грибница. Инфекция сохраняется в растительных остатках и заражённых растениях.
Меры борьбы: своевременное сжигание погибших растений вместе с корнями. При промышленном выращивании — профилактическое опрыскивание растений и полив корнеобитаемой зоны 0,2 % раствором фундазола.

### Фитофторная гниль корней
Возбудитель: гриб Phytophthora cinnamomi Rands.. Причины: занос из питомника со приобретёнными растениями, замокание и плохой дренаж корнеобитаемой зоны. Симптоматика: сначала начинают подвядать листья, часто не на всем растении, а на отдельных ветвях. При этом это подвядание не связано с пересушкой, подвядшие листья не восстанавливают тургор ночью или рано утром. В районе корневой шейки — поражения под корой. Далее — ветвь желтеет, потом и все растение. Корни буреют, загнивают, размочаливаются. На корневой шейке и основании стеблей появляются крупные бурые расплывающиеся пятна, древесина загнивает. На пятнах развивается плотное тёмно-серое спороношение гриба. Пораженные растения увядают и засыхают. Инфекция сохраняется в почве и на растительных остатках. 
Меры борьбы: слабо поражённые растения регулярно опрыскивать раствором бордоской жидкости или её заменителями; сильно поражённые растения сжигают вместе с корнями.

### Бактериальный рак корней
Возбудитель — бактерия Agrobacterium tumefaciens — грамотрицательная, облигатно аэробная палочковидная почвенная бактерия рода Agrobacterium. Способна трансформировать клетки растений при помощи специальной плазмиды. Фитопатоген, вызывает образование корончатых галлов у растений, также известна условная патогенность у людей, страдающих иммунодефицитными заболеваниями, например СПИД. Хемоорганогетеротроф, облигатный аэроб. 
Симптоматика: на корнях и корневой шейке образуются крупные, округлые наросты, которые постепенно темнеют и становятся твёрдыми. Растения замедляют рост и слабо цветут. Со временем наросты и корневая шейка загнивают и растение гибнет. Инфекция сохраняется в растительных остатках, часто распространяется с посадочным материалом. 
Меры борьбы: слабо поражённые растения регулярно опрыскивать раствором бордоской жидкости или её заменителями; сильно поражённые растения сжигают вместе с корнями.

### Серая гниль рододендрона
Возбудитель: гриб Botrytis cinerea (ботритис серый, ботритис пепельно-серый). Гриб живёт в почве и на растительных остатках в виде мицелия, некоторые формы образуют зимующие склероции. Анаморфная (бесполая) стадия покрывает субстрат густым серым или коричневатым налётом, состоящим из гиф и разветвлённых, древовидных конидиеносцев, дающих бесцветные или слабо дымчатые конидии. Конидии одноклеточные, различной формы (чаще овальные или почти сферические), размером 10—18×7—10 мкм, в массе сероватые. Конидиеносцы длиной до 2 мм, толщиной 16—30 мкм, прямые, разветвлённые, бесцветные или бледно-коричневые. Склероции тёмные, до чёрного цвета, размер и форма их сильно зависит от субстрата. Эта форма очень устойчива к внешним воздействиям и обеспечивает длительное сохранение живого гриба в неблагоприятных условиях, обычно на 2-3 года. Вид очень изменчив, известно множество форм, характерных для различных природных субстратов и климатических зон, распространён по всему миру, но предпочитает влажный субтропический климат. Ботритис серый поражает большое число видов растений из примерно 45 семейств, но различные формы и расы паразитируют преимущественно на одном определённом виде и могут быть слабо патогенны для других растений. В умеренном климате развитие гриба начинается весной, с прорастания склероциев анаморфным или телеоморфным мицелием, заражение растений происходит конидиями или аскоспорами. Споры переносятся по воздуху, но заражению может способствовать высокая влажность или жидкая влага, поэтому оно происходит чаще в сырую погоду. Ботритис серый неспособен поражать живые клетки растений, необходимо наличие хотя бы небольших участков отмершей ткани. После развития на мёртвом субстрате происходит выделение токсинов, повреждающих соседнюю живую ткань и гриб таким способом распространяется по субстрату.
Симптоматика: на листьях, стеблях, бутонах и лепестках появляются расплывчатые бурые пятна без окаймления, поверхность которых быстро высыхает и растрескивается. Во влажную погоду все некрозные части покрываются пушистым дымчато-серым налётом спороношения. Со временем в подсыхающей грибнице формируются бурые склероции округлой формы. 
Меры борьбы: обрезка поражённых частей растений. При промышленном выращивании — профилактическое опрыскивание растений и полив корнеобитаемой зоны 0,2 % раствором фундазола.

### Гниль всходов и молодых сеянцев рододендрона
Часто при размножении семенами и черенками приходится наблюдать внезапное массовое увядание рододендронов, их загнивание и гибель. Возбудителями этого заболевания являются грибы следующих родов: Rhyzoctonia, Pythium и Botrytis. Поражённые всходы заваливаются набок и отмирают, на листьях видны белые гифы грибов или коричневатая плесень. На поверхности субстрата появляются бледные, паутинообразные нити. Обычно грибы развиваются, если субстрат свежий, ещё не разложившийся или если посевы поливались инфицированной грибом водой. Слишком большая густота посева, чрезмерная влажность в теплицах и недостаточный воздухообмен увеличивают вероятность появления заболевания.
Меры борьбы: начинающие гибнуть всходы следует посыпать мелко растертым древесным углем, чтобы приостановить распространение болезни. Кроме того, болезнь можно моментально ликвидировать, посыпав пораженные участки порошком фундазола. В целях профилактики молодые всходы и сеянцы желательно опрыскивать 0,2%-ной суспензией фундазола. Для борьбы с этой болезнью можно применять каптан и ТМТД.

### Гниль бутонов рододендрона
Возбудитель: гриб Sporocybe azaleae (syn.: Pycnosteanus azaleae) который распространяется цикадой Graphocephala coccinea. Впервые заболевание было обнаружено на рододендронах в США. Заболевание характерно для рододендронов крупнейшего (Rhododendron maximum L.) и кэтевбинского (Rhododendron catawbiense Michx.). Поражённые этой болезнью бутоны становятся коричневыми и отмирают. Грибница из бутонов может прорасти в ветки и привести к их отмиранию.
Меры борьбы: в течение вегетационного периода регулярно (через 2—3 недели) следует опрыскивать растения медь-содержащими препаратами.

### Отмирание побегов рододендрона
Этому заболеванию наиболее подвержены растения посаженные в полной тени.

Возбудитель — гриб Phytophtora cactorum Leb. Симптомы: у поражённых растений не распускаются верхушечные почки, они буреют, а затем полностью отмирают. Побеги также вначале подсыхают, а позже отмирают. Взрослые листья сворачиваются, буреют и засыхают. Сильно поражённые растения погибают. 
Возбудитель — гриб Physalospora rhododendri. Этот гриб поражает также сирень. Симптомы: у больных растений на некоторых побегах листья буреют, засыхают, а затем отмирает и весь побег. Заболевание отмечено в Латвии. 
Меры борьбы: поражённые листья и побеги сжигают. После отцветания рододендроны регулярно опрыскивают медь-содержащими препаратами. Опрыскивание производится через каждые 10—14 дней.

### Корневая гниль рододендрона
Возбудитель — гриб Phytophtora cinnamoni Rands. Этот гриб чаще всего повреждает корни и основание стебля. Симптомы: на отдельных побегах или на всём растении вянут, а затем засыхают все листья без заметных внешне причин. Верхушечные почки буреют и отмирают. На поперечных срезах побегов видно, что слой камбия бурый. Корни буреют и сгнивают, растение погибает. Эта болезнь в основном поражает рододендроны, произрастающие на недостаточно кислых, сильно увлажнённых почвах. Чаще всего страдают молодые и угнетённые растения. Инфицируются растения через корневую систему или через повреждения коры и корней.
Меры борьбы: пораженные побеги или всё растение сжигают. Для предотвращения заболевания следует поддерживать кислотность почвы соответствующую требованиям вида или сорта растения и соблюдать правильный режим полива.

### Сухая белая гниль корневой шейки рододендрона
Возбудитель — гриб Armillaria mellea (Vahl) Quel. (опёнок настоящий). 
Симптомы: у больных растений корневая шейка обвита серовато-белым кольцом — грибницей. Эта болезнь обычно поражает те растения, у которых имеется повреждение корневой шейки. Поражённое грибом растение погибает. Сильнорастущие рододендроны сухой гнилью корневой шейки не болеют. 
Меры борьбы: поражённые растения выкапывают и сжигают. Растения, вблизи которых обнаружено заболевание, следует пересадить так, чтобы корневая шейка не была прикрыта мульчей (она должна быть сухой).

### Восковая болезнь рододендрона, или вздутие листьев рододендрона
Возбудитель: гриб Exobasidium rhododendri Cramer. паразитирует на некоторых видах рододендрона. 
Симптоматика: наблюдается лёгкая деформация и утолщение листьев. На них появляются крупные, округлые или продолговатые пятна красного или красно-коричневого цвета. На поверхности некрозов развивается плотный восковидный налёт спороношения. Со временем пятна засыхают и растрескиваются. Поражённые растения теряют декоративность и слабо цветут. Обычно эта болезнь поражает альпийские виды рододендронов — Rhododendron ferrugineum L., Rhododendron hirsutum L. и другие. При поражении рододендронов грибом Exobasidium rhododendri происходит изменение в обмене аминокислот.

#### Exobasidium vaccinii
Exobasidium vaccinii Woronin — возбудитель очень распространённого заболевания листьев брусники, вызывает образование белых подушкообразных наростов на молодых листьях вечнозеленых рододендронов (Rhododendron maximum L., Rhododendron catawbiense Michx.) и листопадных рододендронов в естественных местах их произрастания.

#### Exobasidium burtii
Exobasidium burtii образует на листьях характерные пятна, которые вначале бывают маленькими, круглыми, а позже, увеличиваясь в размерах, приобретают неопределенную форму. На нижней стороне листа видны белые споры. Обычно это заболевание поражает Rhododendron ponticum L. и Rhododendron luteum Sweet. По данным на 1981 год в Латвии это заболевание не отмечалось.

#### Exobasidium vaccinii-uliginosi
Exobasidium vaccinii-uliginosi Bond., возбудитель очень распространённого заболевания листьев голубики, у рододендрона каролинского вызывает образование так называемой «ведьминой метлы». Листья становятся жёлто-коричневыми, нижняя сторона их покрывается мучнистым налетом. Спустя год поражённые листья отмирают. По данным на 1981 год в Латвии это заболевание не отмечалось.
Меры борьбы с заболеваниями вызываемыми представителями рода Exobasidium: обрезка поражённых частей растений, весеннее опрыскивание раствором бордоской жидкости, её заменителями или камулусом.

#### Exobasidium japonicum
Exobasidium japonicum Shir, поражает листья и верхушки побегов. У больных растений появляются ненормально толстые, большие, бледно-зеленые листья, покрытые белым как мел налётом. Эти листья быстро сморщиваются, плесневеют и засыхают. На однолетних растениях гриб встречается реже, чем на более старых. Восприимчивость к этой болезни в большой мере зависит от вида и сорта рододендронов. По данным на 1981 год в Латвии это заболевание не отмечалось.

### Песталоциевая пятнистость рододендрона
Возбудитель: гриб Pestalotiopsis sydowiana (syn.: Pestalotia macrotricha Kleb., Pestalotia rhododendri (D. Sacc.) Guba). Поражаются листья и стебли. На листьях возникают небольшие бурые пятна неправильной формы с тонкой бурой каймой. Пятна часто разбросаны по краям листовой пластинки, которая желтеет и преждевременно засыхает. На пятнах образуются подушечки спороношения гриба серого цвета. На стеблях пятна большие, вдавленные, удлинённые. Поверхность пятен засыхает и светлеет, образуются многочисленные мелкие серые подушечки спороношения гриба. Поражённые побеги постепенно засыхают. 
Меры борьбы: обрезка поражённых частей растений, весеннее опрыскивание раствором бордоской жидкости, её заменителями или камулусом.

### Антракнозная пятнистость рододендрона
Возбудитель: гриб Gloeosporium rhododendri. На верхней части листьев проявляется краевой некроз в виде бурых пятен неправильной формы. Листья постепенно засыхают. На поверхности пятен образуются спороношения в виде многочисленных округлых плодовых тел тёмного цвета. Если заражение продолжает развиваться, поражаются и стебли, которые со временем засыхают. Это заболевание широко распространено в Голландии и Англии на молодых сеянцах рододендрона понтийского. 
Меры борьбы: обрезка поражённых частей растений, весеннее опрыскивание раствором бордоской жидкости, её заменителями или камулусом.

### Септориозная пятнистость рододендрона, или септориоз азалии, или мелкопятнистость листьев
Возбудитель: гриб Septoria azaleae Voglino. Симптомы разными авторами описываются с небольшими отличиями. 
1. На листьях появляются мелкие округлые красноватые пятна, постепенно белеющие в центре. Со временем на поверхности пятен формируются точечные чёрные плодовые тела зимующей стадии гриба. Листья желтеют и постепенно засыхают.
2. Заболеванию, как правило подвержены тепличные растения. В странах, где рододендроны возделываются очень широко, этот гриб встречается и на листопадных рододендронах открытого грунта. На листьях растений появляются желтоватые, красно-желтоватые, позже желтовато-серые пятна нерегулярной формы. К осени они становятся посередине тёмно-коричневыми, а иногда даже коричневато-чёрными. Вначале пятна появляются на середине листовой пластинки, постепенно увеличиваются и, дойдя до крупных жилок, останавливаются. Гриб прорастает во все ткани листьев, листья отмирают и преждевременно опадают, так что растение становится полностью голым. В результате опадания листьев в растениях нарушаются все физиологические процессы, нормально не закладываются цветочные бутоны. На пятнах можно разглядеть мелкие, черные, точкообразные вместилища спор— пикнидии, погруженные в ткани листа. 
Меры борьбы: обрезка поражённых частей растений, весеннее опрыскивание раствором бордоской жидкости, её заменителями или камулусом. Если воздух избыточно влажный, не следует опрыскивать растения препаратами, содержащими медь, так как это приводит к ожогам листьев и молодых побегов. Препараты, содержащие медь, применяются только при нормальной влажности воздуха и достаточно высокой температуре. Опрыскивать можно только те растения, у которых листья полностью выросли и развились.

### Филлостиктозная пятнистость рододендрона
Гриб Phyllosticta concentrica Sacc. (syn.: Phyllosticta maxima Ellis & Everh.). Симптомы разными авторами описываются с небольшими отличиями. 
1. На листьях появляются крупные округлые пятна с красноватым окаймлением
2. Пятна расплывчатые, нерегулярные, тёмно-коричневые или пепельно-серые, с тёмными краями. Локализуются по краям или на концах листьев. Из пятен выпадают чёрные шарики — спорангии. В подавляющем большинстве пораженные листья отмирают, причем процесс начинается на кончиках листьев. Похожие пятна образует гриб Phyllosticta saccordoi Thum. 
Гриб Phyllosticta rhododendricola.
 Симптоматика: появление на листьях красноватых пятен округлой формы с тонкой коричневой каймой. 
В дальнейшем поражённые участки светлеют, растрескиваются и выпадают. На некрозной ткани образуются чёрные точечные тела зимующей стадии.
Меры борьбы: обрезка поражённых частей растений, весеннее опрыскивание раствором бордоской жидкости, её заменителями или камулусом.

### Церкоспороз
Возбудитель: Cercospora rhododendri Ferraris. 
Симптомы: на листьях возникают нерегулярные, угловатые, тёмно-коричневые с красноватыми краями пятна, особенно заметные на нижней стороне листа. В условиях повышенной влажности верхняя сторона листовой пластинки покрывается серым налетом спороношения. В большей степени поражаются листья нижних ярусов. Возбудитель широко распространён в США, особенно на рододендроне понтийском и сортах, в основе которых лежит этот вид. Опасен и другой гриб этого же рода — Cercospora handelii Bubak.

### Ржавчина рододендрона
Возбудитель — гриб Chrysomyxa rhododendri D. С. Чаще всего встречается на мелколистных видах и видах из подрода Osmothamnus — Rhododendron parvifolium, Rhododendron adamsii, Rhododendron dauricum L., Rhododendron ferrugineum L., Rhododendron kotschyi Simonk, и других. 
Симптомы: осенью на нижней стороне листьев пораженных растений появляются жёлтые, красные или, коричневые пылеобразные вздутия — спорангии. Сильно инфицированные растения преждевременно сбрасывают листья. Весной на листьях видны тёмно-красные подушечки — зимняя форма гриба. 
Меры борьбы: пораженные листья собирают и сжигают. Больные растения опрыскивают медь-содержащими препаратами. На ранних стадиях этого заболевания помогает опрыскивание растений бордоской жидкостью.

### Мозаика рододендрона
Возбудитель — вирус мозаики рододендрона (Rhododendron mosaic virus). Симптомы разными авторами описываются с небольшими отличиями. 
1. На листьях появляются мелкие мозаичные жёлтые пятна и вздутия. Растения отстают в росте и слабо цветут. Листья желтеют, но на них сохраняются участки в виде чередующихся зелёных и бурых пятен.
2. Листья становятся шероховатыми, мозолистыми и уродливыми. Мозоли обычно бывают нормального зелёного цвета, а вся остальная часть листа становится зеленовато-жёлтой. Светлая часть листовой пластинки намного тоньше, чем в местах, где есть мозоли. Жилкование на мозолях менее заметно.
Меры борьбы: обрезка листьев и ветвей, выбраковка сильно поражённых растений. Вирус мозаики переносится тлями, клопами и другими насекомыми.

### Phytophthora kernoviaeиPhytophthora ramorum
Грибы рода фотофтора: Phytophthora kernoviae и Phytophthora ramorum вызывают поражения листьев и отмирание побегов некоторых видов и сортов рожодендрона. Эти патогены выявлены относительно недавно и еще слабо изучены.

## Вредители

### Бороздчатый долгоносик
Бороздчатый долгоносик (Otiorrhynchus sulcatus). Имаго чёрные, длиной 8—10 мм, не летающие, с вытянутой вперёд удлинённой головой, на конце которой находятся ротовые органы. Надкрылья с глубокими точечными бородками. Личинки белые, с коричневой головой, безногие, изогнутые, длиной до 12 мм. Личинки живут от 2 до 12 месяцев, затем окукливаются, и через 20 дней куколка превращается во взрослого жука. Самки живут 5—12 месяцев, откладывая за свою жизнь от 100 до 1000 яиц. Яйца откладываются кучками в почву, где через 2—3 недели из них выходят личинки и сразу приступают к питанию. 
Характер поражения. По краям листьев наблюдаются характерные выеденные участки. Если повреждения нанесены живущими в почве личинками, то растение внезапно увядает и гибнет.
Меры борьбы: опрыскивание децисом, сплэндером, актелликом, или искрой.

### Обыкновенный паутинный клещ
Обыкновенный паутинный клещ (Tetranychus urticae) практически незаметен, так как его размеры 0,25—0,43 мм. На личиночной стадии развития они прозрачные, окрашены от светло-зелёного до зеленовато-коричневого цвета с двумя отчётливыми, большими тёмными пятнами по бокам, которые образуются прозрачными слепыми мешками средней кишки. С позднего лета до следующей весны зимующие самки окрашены в цвета от оранжево-красного до ярко-красного. В отличие от шестиногой первой фазы личинок, у всех взрослых клещей 8 ног.
Повреждаемые листья желтеют, деформируются, буреют и засыхают. За вегетационный период развиваются до 10 поколений клеща. 
Меры борьбы: опрыскивание растений фитовермом, фуфаноном, карбофосом, актелликом, или коллоидной серой.

### Акациевая ложнощитовка
Ложнощитовка акациевая, или акациевая щитовка, или орешниковая щитовка, или акациевый червец (Parthenolecanium corni). В настоящее время распространена повсеместно. На севере ареал достигает Ленинградской области. Ярко выражен половой диморфизм. Длина тела самок — от 3 до 6,5 мм, ширина — 2,4 мм, высота — 4 мм. Крыльев нет. Тело овальное или широкоовальное, иногда почти круглое, сегментация отсутствует. Форма, окраска и размеры тела самки варьируют в зависимости от вида кормового растения. Молодые самки с нежным, не очень выпуклым телом, более овальной формы, светло-коричневые, с двумя черными полосками и отходящими от них продольными черными полосами. Мёртвые — блестящие, окрашены в тёмно-жёлтый, бурый или тёмно-коричневый цвет. Длина тела самцов — 1,4—1,6 мм. Тело тонкое, удлинённое, с чёткой сегментацией на грудь, голову и брюшко. Голова чёрного цвета с тремя парами простых глазков. Брюшко и грудь красно-коричневые, покрыты белым восковым налётом. Десятичлениковые усики и ноги жёлтые. На вершине брюшка расположены две хвостовых нити, по длине превышающие размер тела в 2—2,5 раза. Личинки первого возраста (бродяжки) длиной — 0,36 мм. Тело плоское, удлинённо-овальное, немного сужено к заднему концу. Цвет покровов кремовый или светло-жёлтый. Во втором возрасте личинки разнополых особей отличаются друг от друга формой тела. Нимфальная стадия развития наблюдается только у личинок мужских особей. Нимфы тёмно-коричневого цвета, имеют хорошо развитые зачатки крыльев, ног и хоботка. Размножение у акациевых ложнощитовок чаще партеногенетическое, на юге иногда обоеполое. Зимуют личинки. В северной части ареала развивается одна генерация в год, в южной — две-три. 
Насекомые прокалывают хоботком кору растения и плотно прикрепляются к веткам. Повреждённые растения слабеют, теряют декоративность и постепенно засыхают.
Меры борьбы: своевременное опрыскивание растений фосфорорганическими соединениями, неоникотиноидами, пиретроидами, фитовермом, фуфаноном, карбофосом, актелликом.

### Табачный трипс
Трипс табачный (Thrips tabaci). В России распространен повсеместно. Многоядный, повреждает около 400 видов растений в открытом и закрытом грунте. Окраска самки изменчивая, от светло-жёлтой до бурой, чаще более или менее жёлтая, иногда сильно затемнена. Длина тела 0,8—1,0 мм. Самец мельче и светлее, грудь ярко-жёлтая. Длина тела 0,7—0,75 мм. Личинка, длиной 0,8-0,9 мм, очень подвижная, две пары крыльев окружены бахромой из ресничек, цвет тела изменчив — от жёлтого до почти чёрного. Зимуют взрослые особи в верхнем слое почвы на глубине 5—7 см или в растительных остатках. Выходят после зимовки в первой половине апреля, питаются и откладывают яйца вначале на сорной растительности. Одна самка в течение жизни (20—25 дней) откладывает в ткань листьев около 100 яиц, причём их плодовитость во многом зависит от вида кормового растения. Потом самки перелетают на культурную растительность. Является распространителем вирусов. На рододендронах повреждают бутоны, которые при сильном повреждении не раскрываются, желтеют и опадают. 
Меры борьбы: своевременное опрыскивание растений фосфорорганическими соединениями, неоникотиноидами, пиретроидами, фитовермом, фуфаноном, карбофосом, актелликом, актарой.

### Рододендроновый клещик или клоп
Рододендроновый клещик или клоп азалиевый американский (Stephanitis rhododendri) встречается на кэтевбинском рододендроне, рододендроне Смирнова, Унгерна и других видах и сортах у которых на нижней стороне листа имеется войлочное опушение. 
Размер имаго составляет около 3,6 мм. Крылья бесцветные, сетчатые с блеском. Личинки клопа достигают в длину от 0,7 до 2,2 мм, они не летают, отличаются жёлтой окраской с тёмными пятнами и волосистыми выростами с боков.
Симптоматика: листья желтеют, а в их нижней части появляются чёрные пятна, напоминающие смолу. Повреждения способствуют скручиванию и засыханию листьев. Клоп появляется летом, распространяется вместе с торфом и хвоей сосны вместе с субстратом.
При незначительном повреждении можно собирать вредителей вручную. Кроме того, в конце мая — начале июня следует опрыскивать растения никотином с мылом, или ароматизированным экстрактом пиретрума. При сильном поражении рекомендуется обрезка побегов.

### Тепличная, или оранжерейная белокрылка
Тепличная, или оранжерейная белокрылка (Trialeurodes vaporariorum). Вид тропического происхождения. Занесена на все континенты. Отмечается вблизи тепличных комбинатов, где вредитель сохраняется круглогодично. Тепличная белокрылка известна в качестве переносчика многих вирусных инфекций. 
Признаки поражения: на нижней стороне листьев видны мелкие белые насекомые. Тело имаго светло-жёлтое, крылья белые, без пятен. Размер самки 1,1 мм, самца 0,9 мм. В ГБС довольно часто отмечается на крупнолистных рододендронах (кавказском, понтийском). Для борьбы с тепличной белокрылкой выбирают пестициды, малоопасные для насекомых-опылителей и энтомофагов. В последние годы всё большее распространение получили препараты из группы неоникотиноидов.

### Белокрылка рододендроновая
Белокрылка рододендроновая, или белая рододендроновая мушка (Dialeurodes chittendeni) в ГБС встречаются главным образом на крупнолистных рододендронах: кавказском, понтийском и кэтевбинском и их сортах и гибридах. Наиболее эффективным признано опрыскивание листьев снизу никотином и масляной эмульсией весной и осенью. В профилактических целях рекомендуется опрыскивание никотиновым дустом взрослых мушек в течение лета. Пораженные листья следует обрывать и сжигать.

### Брюхоногие моллюски
Листья, бутоны и молодые побеги рододендронов повреждают улитки рода Helix и слизни. Меры борьбы: ручной сбор моллюсков, использование моллюскоцидов.

### Вороны
В ГБС ранней весной отмечены факты склёвывания почек рододендронов воронами, чаще всего страдает рододендрон Смирнова.

## Непаразитарные болезни
Наряду с болезнями, возбудителями которых являются микроорганизмы, главным образом паразитарные грибы, рододендроны подвержены так называемым непаразитарным, или физиологическим, заболеваниям. Основной причиной этих заболеваний являются неправильный выбор места посадки, несоблюдение правил агротехники и неблагоприятные экологические условия.

### Неправильная подготовка субстрата и хлороз
Наиболее частой ошибкой при посадке рододендронов является несоответствующая кислотность почвы, высокое содержание солей в почве, недостаточная или чрезмерная влажность почвы. Если кислотность почвы не соответствует требованиям растения, проявляется хлороз. В щелочном и даже нейтральном субстрате железо и магний, которые играют важную роль в образовании хлорофилла, находятся в форме не усваиваемой рододендронами. Это ведёт к отставанию в росте и заболеваниям. Неправильно подобранный субстрат, в конечном итоге приводит к гибели растения. Обычно хлороз проявляется, когда рН субстрата выше 7. 
Симптомы: у растений, поражённых хлорозом, листовая пластинка между проводящими жилками становится светло-зелёной или желтовато-зелёной. В начальной стадии поражения, жилки ещё сохраняют тёмно-зелёный цвет, позже тоже желтеют. При сильном хлорозе все молодые побеги становятся жёлтыми или бледно-жёлтыми и на солнце легко получают ожоги. Для устранения хлороза следует рН среды довести до 4,0—5,0. Также рекомендуется подкормка хелатами железа.

### Недостаточная или чрезмерно высокая влажность воздуха или почвы
Недостаточная влажность почвы и воздуха обычно усиливает воздействие пониженных температур, и повреждённые морозом растения погибают. Избыточная влажность почвы характерна для тяжелых, плохо дренированных почв. Вследствие недостаточной аэрации в таких почвах у рододендронов нарушаются нормальный рост и развитие корневой системы и побегов, растения слабеют и поражаются паразитарными грибами. Чрезмерная влажность почвы и поздние подкормки часто приводят к вымерзанию рододендронов зимой, так как они в этих условиях своевременно не прекращают рост, не успевают пройти необходимую закалку и подготовиться к зимовке. Для песчаных почв избыточная влажность не характерна, но при искусственном поливе может произойти вымывание минеральных элементов, и у растений появляются признаки голодания.

### Недостаток или избыток света
При недостатке света побеги вытягиваются, декоративность снижается, растения перестают цвести. При избытке света возникает риск появления солнечных ожогов, заболеваний и появления вредителей.

### Солнечные ожоги
Обычно это заболевание наблюдается весной после сильных морозов или в конце зимы при резких колебаниях температуры днем и ночью. Чаще всего ожоги появляются, когда ночью температура понижается до —15° С и более, а днем на ярком солнце поверхность листьев значительно нагревается и начинает активно испарять воду. 
Симптомы: на листьях появляются бурые, сухие, нерегулярной формы пятна. 
Чтобы избежать солнечных ожогов, рододендроны следует сажать в полузатенённых местах. Если растения высажены на открытом месте, зимой требуется организация искусственного притенения. Иногда солнечные ожоги проявляются не в виде пятен, а в виде бурой полоски, идущей вдоль главной жилки листа. Во время сильных морозов могут пострадать и цветочные бутоны рододендронов. В этом случае они становятся бурыми и засыхают.

### Зимнее высыхание рододендронов
Зимнее высыхание — одна из самых распространенных непаразитарных болезней, по внешним признакам сильно напоминающая отмирание побегов. Она наблюдается после суровых зим, когда в течение продолжительного времени держалась низкая отрицательная температура. После оттаивания почвы с наступлением весны листья вечнозеленых рододендронов остаются скрученными, полностью теряют тургор, буреют, засыхают, а затем погибает и всё растение. Объясняется это тем, что во время зимовки растения потеряли слишком много влаги, водопроводящие пути нарушены и даже после оттаивания почвы нормальное передвижение воды от корней к листьям не восстанавливается. В таких случаях, после оттаивания почвы рекомендуется произвести обильный полив и опрыскивать растения несколько раз в день. Эти процедуры проводят до тех пор, пока листья не раскрутятся и не приобретут нормальный внешний вид. Обычно ликвидация водного дефицита требует от одной до двух недель. Чтобы предохранить вечнозеленые рододендроны от зимнего высыхания, рекомендуется до наступления морозов их обильно полить.

### Азотное голодание
При нехватке азота вся листовая пластинка у рододендронов становится светлой. Новые побеги растут слабо, на них развиваются мелкие листья, не закладываются цветочные бутоны. В середине лета, или в августе, листья предыдущих лет начинают сильно желтеть, затем становятся красновато-бурыми и большая часть их опадает. К концу лета на растениях остаются только листья текущего года, хотя при нормальных условиях роста и питания на вечнозеленом растении листья сохраняются в течение четырёх лет. Указанные признаки свидетельствуют о том, что растения голодают, и, в частности, ощущают острый недостаток азота. Чаще всего заболевание проявляется у рододендронов выращиваемых на лёгких песчаных почвах. Если рододендроны ежегодно регулярно подкармливать, то азотного голодания у них не будет. При появлении первых признаков азотного голодания следует внести азотную подкормку (сернокислый аммоний или азотнокислый калий).

### Вымокание рододендронов
Листовая пластинка становится серовато-зелёной, матовой. Листья без видимых внешних причин опадают. Новые побеги становятся мягкими, листья вянут, разрушается корневой ком, хотя корни у корневой шейки и не повреждены. Эти признаки указывают на то, что аэрация корневой системы явно недостаточна. Вымокание рододендронов обычно наблюдается, если они выращиваются на тяжелых, глинистых почвах с плохим дренажём, а также если после пересадки их обильно и часто поливают. Чтобы избежать вымокания рододендронов, их следует сажать в специально подготовленный водо- и воздухопроницаемый субстрат на хорошо дренированном месте. Полив в течение всего вегетационного периода не должен быть избыточным.

### Снеголом
Под высокой снежной нагрузкой ветви рододендронов могут ломаться. Особенно часто таким повреждениям подвержены вечнозелёные сорта и виды. Во время и после выпадения мокрого снега высокие растения следует отряхивать. Некоторые авторы рекомендуют сооружение зимних укрытий.